# Elasmus speciosissimus
Elasmus speciosissimus är en stekelart som beskrevs av Girault 1912. Elasmus speciosissimus ingår i släktet Elasmus och familjen finglanssteklar. Inga underarter finns listade i Catalogue of Life.